# Patañjali (grammatico)
Patañjali (fl. II secolo a.C.) è stato un grammatico indiano.
Vissuto qualche secolo dopo il noto grammatico Pāṇini (quindi intorno al I secolo a.C.), è l'autore del Mahābhāshya, il "Grande Commentario" sull'Aṣṭādhyāyī di Pāṇini stesso e sulle Vārttika di Kātyāyana.
Secondo l'orientalista Giuseppe Tucci, egli non è da confondersi con l'omonimo filosofo vissuto all'incirca fra il I secolo a.C. e il V secolo d.C., autore degli Yoga Sūtra. Sono allineati su questa posizione anche l'accademico James Haughton Woods, il filosofo Friedrich Heinrich Jacobi e l'indologo Arthur Berriedale Keith.
Dissentono invece l'accademico Surendranath Dasgupta, Richard Garbe e Liebich. Essi si allineano sulla tradizione indiana che vorrebbe essere unico l'autore del Mahābhāshya e dello Yoga Sūtra, tradizione che non sembra antecedente al X secolo.